# Dietrich Erben
Dietrich Erben (* 1961) ist ein deutscher Kunsthistoriker und Universitätsprofessor für Architekturgeschichte.

## Werdegang
Erben lehrte als Assistent von Andreas Tönnesmann an der ETH Zürich, als Professor für Kunstgeschichte mit dem Schwerpunkt Frühe Neuzeit an der Ruhr-Universität Bochum (2003–09) und seit 2009 als Lehrstuhlinhaber für Theorie und Geschichte von Architektur, Kunst und Design an der TU München.
Dietrich Erben studierte Kunstgeschichte, Geschichte und Germanistik. Im Jahr 1994 erfolgte die Promotion zum Dr. phil. an der Universität Augsburg und im Jahr 2002 die Habilitation an der ETH Zürich (Departement Architektur). Forschungsaufenthalte führten ihn u. a. nach Paris, an das Deutsche Studienzentrum in Venedig und an das Kunsthistorische Institut (Max-Planck-Institut) in Florenz.
Seine Arbeitsschwerpunkte liegen in der Kunst- und Architekturgeschichte seit der Frühen Neuzeit, insbesondere in der politischen Ikonographie, der Architekturtheorie und der Geschichte der internationalen Kunstbeziehungen.

## Werke (Auswahl)
- Humanität und gebaute Umwelt. Essays und Studien zur Architekturgeschichte (= Architekturen). Bielefeld: transcript, 2023, ISBN 978-3-8376-6443-0.
- Das Buch als Entwurf. Textgattungen in der Geschichte der Architekturtheorie. Ein Handbuch (= Schriftenreihe für Architektur und Kulturtheorie). Hg. Paderborn: Wilhelm Fink, 2019, ISBN 978-3-7705-6334-0.
- Theorie im Architekturentwurf. Ausgewählte Masterprojekte an der Technischen Universität München. Hg. München: Technische Universität München, Fakultät für Architektur, 2019, ISBN 978-3-941370-99-9.
- Das eigene Leben als ästhetische Fiktion. Berufsautobiographien und Professionsgeschichte. Hg. mit Tobias Zervosen. Bielefeld: transcript, 2018. ISBN 978-3-8376-3763-2.
- Architekturtheorie. Eine Geschichte von der Antike bis zur Gegenwart. München: Verlag C.H. Beck, 2017. ISBN 978-3-406-71432-0.
- Politikstile und die Sichtbarkeit des Politischen in der Frühen Neuzeit (= Veröffentlichungen des Zentralinstituts für Kunstgeschichte in München, Bd. 39). Hg. mit Christine Tauber. Passau: Dietmar Klinger Verlag, 2016. ISBN 978-3-86328-146-5.
- Die Präsenz des Vergangenen ist Teil der Gegenwart. Zur Würdigung von Norbert Huse. Hg. Technische Universität München, Fakultät für Architektur, 2015, ISBN 978-3-941370-57-9.
- Die Kunst des Barock. München: C.H. Beck,  2008, 3. Aufl. 2021. ISBN 978-3-406-75490-6.
- Komponistenporträts. Von der Renaissance bis zur Gegenwart. Reclam, 2008, ISBN 978-3-15-010657-0.
- Der steinerne Gast. Die Begegnung mit Statuen als Vorgeschichte der Betrachtung. VDG, 2005, ISBN 978-3-89739-499-5.
- Paris und Rom. Die staatlich gelenkten Kunstbeziehungen unter Ludwig XIV. (= Studien aus dem Warburg-Haus). Berlin: Akademie-Verlag, 2004, ISBN 978-3-05-003851-3.
- Die Welt der Kunst. Ein Lesebuch von der Spätantike bis zur Postmoderne (= Beck’sche Reihe). München: Beck, 1996, ISBN 978-3-406-39288-7.
- Bartolomeo Colleoni. Die künstlerische Repräsentation eines Condottiere im Quattrocento (= Studi). Sigmaringen: Thorbecke, 1996, ISBN 978-3-7995-2715-6.